# Pau Cólera
Pau Cólera (Barcelona, 1975) es un actor español.

## Biografía
Pau Cólera se graduó en el Estudio para el actor de Juan Carlos Corazza en Madrid, y ha desarrollado su carrera en el cine, la televisión y el teatro. 
Su primer trabajo en el teatro fue La sangre de las flores con la compañía Down-Town en el año 1997. En 1999 dio el salto al cine en la película Shacky Carmine de Chema de la Peña donde interpretó a Zalo, un joven salmantino que quiere dedicarse a la música. En palabras del actor, Zalo es puro instinto e intuición, siempre fiel a sus ideales abandona a todos por vivir la vida como la ve.
En el año 2001, comenzó a trabajar en televisión de la mano de Imanol Arias en la serie Dime que me quieres dirigida por Fernando Colomo. También, entró a trabajar en la serie Policías, en el corazón de la calle, donde interpretó a Simón, un drogadicto rehabilitado de un barrio humilde que se ve forzado a colaborar con el comisario, Josep Maria Pou, y que tiene fatídicas consecuencias para él a manos de su Madre, Gloria Muñoz.
En el 2003, participó en el montaje Ángeles del Caos dirigido por Rosa Briones para el Festival de Escena Contemporánea y, entre otras, en la película El Lobo dirigida por Miguel Courtois, en la que interpretó a un joven vasco que impresionado por pertenecer a la recién constituida banda armada ETA, decide meter a su amigo, Eduardo Noriega, sin saber que este los traicionará.
A partir del 2006 comenzó a trabajar como bailarín con la coreógrafa norteamericana Camille Hanson, con quien realizó las piezas Sensitive to noise (2007), The Monster Mash (2008) e In without knoking (2009), esta última presentada en el Festival Territorio Danza en la Sala Cuarta Pared de Madrid.
En 2008, firmó para la serie de televisión Sin tetas no hay paraíso donde interpretó al Cepa, un sanguinario gánster cuyo padre enfermo obliga a su hijo a traicionar a su amigo y socio Duque, Miguel Ángel Silvestre.
Dos años más tarde, la directora Icíar Bollaín se lo llevó a Bolivia para interpretar a otro Capitán, esta vez a las órdenes de Colón, Karra Elejalde, en También la lluvia, película elegida premio del público de la sección Panorama de la Berlinale y elegida por la Academia de Cine para representar a España en los Oscar. A partir del 2012 empieza a trabajar con la compañía de Sharon Fridman en el espectáculo Free Fall (Caída Libre) con quien gana el Premio Max a Mejor espectáculo de danza 2014. Paralelamente lo compagina con las series Amar es para siempre donde interpretará a un terrorista que durante meses pone en jaque a Franco. En el 2017 graba Perdóname, Señor y empieza a trabajar con la compañía de danza HURyCan en una gira de tres años. En el 2019 entre viajes firma para la serie Servir y proteger donde interpreta a Pablo Baeza "el estrangulador de mujeres". Sus últimas apariciones en algunas películas como la internacional The Promise (película de 2016) o las nacionales El arte de volver y La última primavera.

## Filmografía

### Televisión
- Dime que me quieres, personaje episódico (2001)
- Policías, en el corazón de la calle, como Simón (2001)
- Periodistas, como Mario, un episodio: Punto y Coma (2001)
- Código fuego, como Anguila, un episodio: Asuntos de familia (2003)
- El Comisario, como Manolo Buendía, un episodio: Ángela (2005)
- Diario de un skin, como Álex. TV movie (2005)
- Diario de una miss, reparto. TV movie (2006)
- Hospital Central, un episodio: Lo que uno hace con lo que tiene (2006)
- Génesis, en la mente del asesino, un episodio: El árbol de la vida (2007)
- Sin tetas no hay paraíso, como "El Cepa" (2008)
- Futuro 48 horas, reparto. TV movie (2008)
- Herederos, como Vicente (2008-2009)
- 23-F: Historia de una traición, como Leal. Miniserie (2009)
- Acusados, como Gerardo Ortega (2010)
- Ángel o Demonio, un episodio: De padres e hijos (2011)
- El ministerio del tiempo, un episodio: Tiempo de pícaros (2015)
- Amar es para siempre, como Marcos Montes "El Sombra" (2015)
- Perdóname, Señor, como Lario (2017)
- Servir y proteger, como Pablo Baeza (2018-2019)

### Largometrajes
- Shacky Carmine, como Zalo. Dir. Chema de la Peña (1999)
- Aunque tú no lo sepas, reparto. Dir. Juan Vicente Córdoba (2000)
- El Bola, como cliente de la ferretería. Dir. Achero Mañas (2000)
- Amor, curiosidad, prozac y dudas, reparto. Dir. Miguel Santesmases (2000)
- No te fallaré, como Chava. Dir. Manuel Ríos (2001)
- El Lobo, como Arteaga. Dir. Miguel Courtois (2003)
- El síndrome Svensson, como Fermín. Dir. Kepa Sojo (2006)
- El idioma imposible, como Carlos Escudo. Dir. Rodrigo Rodero (2010)
- También la lluvia, reparto. Dir. Icíar Bollaín (2010)
- Kenau, como Don Toledo. Dir. Maarten Treurniet (2014)
- The Promise (película de 2016) ,como Railway Sergent. Dir Terry George (2016)
- La última primavera, como Policía. Dir Isabel Lamberti (2019)
- El arte de volver, como Enfermero. Dir Pedro Collantes (2020)

### Cortometrajes
- Una patada a una piedra, como Toni. Dir. Judith Miralles (2001)
- Hazme soñar, reparto. Dir. Santiago Torres (2004)
- Por... derecho, reparto. Dir. Arantza Álvarez (2004)
- Escollera, reparto. Dir. Santiago Torres (2005)
- El tercer día, como Íñigo. Dir. Antonio Pardo (2007)
- Huellas, reparto. Dir. Liberto Rabal (2007)
- No se preocupe, como Eléctrico. Dir. Eva Hungría (2008)
- Contranatura, reparto. Dir. Isaac Berrocal (2010)
- Dragon High School, reparto. Dir. Lola Parra (2013)
- Alicia en el paraíso natural, como Rober. Dir. Manuel Fernández-Arango (2013)
- Monstruo, Dir Jaime Olías (2019)

### Teatro/Danza
- La sangre de las flores. Cía. Down-Town (1997)
- Ausencias, de Rosa Morales (2001)
- Ángeles del caos, de Rosa Briones (2003)
- Norway Today, de Henrik Feldman (2003)
- Pieza para un espacio sonocorporal, de Susana Velasco (2005)
- Experimento con mi deseo. Parte I. Dir. Pau Cólera (2006)
- Haiku sensitive to noise. Dir. Camille C. Hanson (2007)
- El tercer día. Dir. Antonio Pardo (2007)
- The monster mash. Dir. Camille C. Hanson (2008)
- In without knocking. Dir. Camille C. Hanson (2009)
- Desde el hueco, de Martín Vaamonde (2010)
- Cometa. Dir. Juliao Sarmento (2011)
- El alma en un hilo. Cía. Luca Nicolaj (2011)
- Trasímaco, de Rolando San Martín. Dir. Rolando San Martín (2012)
- Julio César. Dir. Paco Azorín (2013-2014)
- Free Fall (Caída libre), Dir Sharon Fridman (2012-2017)
- Asuelto, Cía HURyCan (2017-2020)